# Caso de la Niñera de Oro
El Caso de la Niñera de Oro es una situación de supuesto tráfico de influencias que involucra a Gabriela Quintana, supuesta niñera del político y senador paraguayo Víctor Bogado nombrada en cargos estatales de Paraguay. El caso logró repercusión en la prensa internacional.
Gabriela Quintana había sido nombrada como funcionaria de la Cámara de Diputados, dependiente del Congreso de Paraguay, por disposición del senador paraguayo Víctor Bogado. 
Asimismo, Gabriela Quintana había obtenido una contratación en la hidroeléctrica binacional Itaipú mediante una falsa declaración de exclusividad laboral, trabajando así en dos partes y contando con doble remuneración, situación prohibida por la Constitución Nacional de Paraguay.
Este caso generó gran indignación ciudadana en Paraguay que derivaron en manifestaciones populares contra los políticos. El incipiente movimiento democrático de protestas ciudadanas forman parte del fenómeno Primavera Paraguaya, el cual se gestó a raíz de las protestas ciudadanas del 15 de noviembre y el 20 de noviembre de 2013.

## Antecedentes
2008
- 2 de julio: Gabriela Quintana fue contratada por la Cámara de Diputados hasta el 30 de julio de 2009 como asistente en la oficina del entonces diputado Víctor Bogado, quien firmaba las asistencias en sustitución de la funcionaria. La supuesta niñera cita en su legajo laboral como referencias personales a Víctor Bogado y a Guadalupe Aveiro (hoy exesposa del legislador).

2010
- Febrero: Gabriela Quintana fue nombrada como funcionaria de la Cámara de Diputados.

2013
- 4 de marzo: Gabriela Quintana logró su contratación en Itaipú a través de una falsa declaración de exclusividad laboral. Así, logra trabajar en dos partes, con doble remuneración,  situación prohibida por la Constitución Nacional de Paraguay.
- 5 de marzo: Víctor Bogado en su carácter de presidente de la Cámara de Diputados contrata a Gabriela Quintana como su supuesta niñera, y también solicita a Itaipú el comisionamiento de la misma para que preste servicios en la Cámara de Diputados hasta el 31 de diciembre de 2013.
- 15 de marzo: Desde esta fecha, Itaipú le concede trabajo a Gabriela Quintana hasta el 31 de julio de 2013.
- 21 de abril: Elecciones generales de Paraguay de 2013.
- 4 de junio: Víctor Bogado solicita a Itaipú una prórroga del comisionamiento de Gabriela Quintana para seguir prestando servicios en la Cámara de Diputados. Con este comisionamiento, el senador logra que la misma perciba remuneraciones de Diputados y de Itaipú. Con el comisionamiento Víctor Bogado logra que Gabriela Quintana perciba remuneraciones de Diputados y de Itaipú por un total de 17 millones de guaraníes mensuales.
- 8 de octubre: La prensa paraguaya difunde el "Caso de la Niñera de Oro".
- 14 de noviembre: En sesión ordinaria del Senado Paraguayo, 23 senadores prohíben el desafuero de Víctor Bogado por el Caso de la Niñera de Oro.
- 15 de noviembre: Primera manifestación ciudadana en Paraguay en contra de políticos que no optaron por el desafuero de Víctor Bogado, por el Caso de la Niñera de Oro.
- 20 de noviembre: Segunda manifestación ciudadana en Paraguay en contra de políticos que no optaron por el desafuero de Víctor Bogado, por el Caso de la Niñera de Oro.
- 28 de noviembre:  En sesión ordinaria del Senado Paraguayo, los senadores deciden por mayoría y por presión ciudadana realizar el desafuero de Víctor Bogado por el Caso de la Niñera de Oro.